# Pico Zumsteins
Pico Zumsteins (em alemão:  Zumsteinspitze) é o terceiro cume mais alto dos picos do Monte Rosa, e cujo maciço faz de fronteira Itália-Suíça, de um lado com o Piemonte, Itália e do outro com o Valais, Suíça.
Com 4563 m de altitude no topo, é um dos cumes dos Alpes com mais de 4000 m.

## Ascensões
A primeira ascensão foi realizada em 1 de agosto de 1820 pelos irmãos Joseph e Johann Niklaus Vincent, Joseph Zumstein, Molinatti, Caste que pensaram terem atingido  o cume do Maciço do Monte Rosa. A primeira invernal cabe a E. Allegra e seus guias a 30 de março de 1902.
O itinerário habitual passa pelo colo Gnifetti.